# Edipo y la esfinge (López Aranda)
Edipo y la esfinge (o La esfinge sin secreto). Tragedia en tres actos con 19 personajes, versión de la obra Edipo Rey de Sófocles, por Ricardo López Aranda, leída por primera vez en 1959. Publicada en la revista Acento Cultural en noviembre de 1958 y en el Tomo I de las obras escogidas del autor, en 1998. Esta última edición viene acompañada de un estudio por Óscar Corgano Bernal.

## Lecturas dramatizadas
- Ateneo de Santander, 12 de diciembre de 1959
- Figueras, Agrupación Teatral Arlequín, 18 de agosto de 1960
- Madrid, Colegio Mayor Santamaría, 6 de noviembre de 1960